# Melanthia szechuanensis
Melanthia szechuanensis là một loài bướm đêm trong họ Geometridae.